# 하이-라이즈
하이-라이즈(영어: High-Rise)는 2015년 공개된 영국의 SF 액션 영화이다.

## 출연

### 주연
- 톰 히들스턴
- 제레미 아이언스
- 시에나 밀러
- 루크 에반스

### 조연
- 엘리자베스 모스
- 제임스 퓨어포이
- 킬리 호위스
- 렌턴 스키너
- 시에나 길로리
- 엔조 실렌티
- 피터 페딘난도
- 리스 쉬어스미스
- 오거스터스 프류
- 스테이시 마틴
- 레일라 밈맥
- 토니 웨이
- 닐 마스켈
- 알렉산드라 위버
- 에밀리아 존스
- 빅토리아 윅스
- 딜란 에드워즈
- 에일린 데이비스
- 매기 크로닌

## 기타
- 원작자: J. G. 발라드
- 총괄프로듀서: 애너 히그스
- 총괄프로듀서: 샘 라벤더
- 총괄프로듀서: 제네비에브 리말
- 총괄프로듀서: 크리스토퍼 사이먼
- 총괄프로듀서: 피터 왓슨
- 프로듀서: 제레미 토머스
- 미술: 마크 타이데슬리
- 세트: 파키 스미스
- 분장: 스튜어트 콘랜
- 분장: 크리스 라이온스
- 분장: 시안 윌슨
- 분장: 요시하라 와카나
- 의상: 오딜 딕스-머록스
- 배역: 니나 골드
- 배역: 테오 파크